# نداء واستجابة
النداء والاستجابة هو شكل من أشكال "التفاعل العفوي الشفوي وغير الشفوي بين المتكلم والمستمع حيث تؤكد على كل البيانات (النداءات) بتعبيرات (استجابات) من المستمع.;
في الثقافة الإفريقية، يعد النداء والاستجابة من الأنماط السائدة في المشاركة الديمقراطية في التجمعات العامة وفي مناقشة الشؤون المدنية والطقوس الدينية فضلاً عن التعبيرات الشفوية وتعبيرات الموسيقى البحتة (انظر النداء والاستجابة في الموسيقى). وهذا من التقاليد الموروثة التي تناقلها العبيد والإماء الأفارقة على مر السنين بأشكال مختلفة من التعبير في الشعائر الدينية والتجمعات العامة وحتى في أغاني الأطفال وبصورة ملحوظة في الموسيقى بصورها المتعددة: الغوسبل والبلوز والريذم أند بلوز والجاز والهيب هوب والجو جو. وفي المقابل، نجد في الخدمات الدينية الأمريكية الإفريقية، التي يحدث فيها النداء والاستجابة بصورة عفوية، أن القس يدعو المصلين إلى الاستجابة بحماس. على سبيل المثال:
هل يمكن أن أسمع آمين؟
ارفعو أيديكم وسبحوا الله، أو عظموه.
والنداء والاستجابة يرتبط في الأساس بأصول تاريخية دينية إفريقية، وكانت تمثل الدعامة التي قامت عليها المعتقدات والسلوكيات الدينية الإفريقية الأمريكية. وبدت آثار النداء والاستجابة أيضًا على السادة عندما بدأ وصول سفن العبيد إلى فيرجينيا في أوائل القرن السابع عشر.
ومع المحاولات المستميتة التي قام بها السادة لتغيير دين عبيدهم، لم يتوقف العبيد الأفارقة عن ممارسة احتفالاتهم الدينية التي كانت تسمى مسيحية العبيد. وقيم العديد من المحللين الحالة الروحية الوجدانية لهؤلاء العبيد ولاحظوا وجود نوعين رئيسين من الأعمال في هذه الاحتفالات:
- صيحات حلقية: تحول في الأغنيات والرقصات الحماسية في ذروة الاحتفال القبلي أو الديني، حيث يقومون بالتحرك في دوائر عكس اتجاه عقارب الساعة (اتجاه تحرك الشمس جنوب خط الاستواء)
- النداء والاستجابة